# Like Whoa
Like Whoa é uma canção pop da dupla 78violet, escrita e gravada pelo duo para o seu segundo álbum de estúdio, Insomniatic. É o segundo e último single do álbum, lançado em 2008. O lançamento do single no Reino Unido foi cancelado por razões desconhecidas.Esta música tem no novo jogo chamada Band Hero.

## Informações e Recepção
A música, junto com "Bullseye", "Silence" e "Potencial Breakup Song", foram liberados para as estações de rádio do Reino Unido para promover Insomniatic, e "Like Whoa" mais tarde se tornou o próximo single oficial. Ele foi escolhido por um maciço de 95% dos eleitores da Disney.
"Like Whoa" é uma canção sobre o sentimento de emoção de estar em um novo relacionamento.
A versão do álbum da música foi usada no Disney Channel Original Movie, Minutemen. O remix da canção foi feita digitalmente disponíveis em 18 de março de 2008 no iTunes, juntamente com uma versão acústica e entrevista. Para além do lançamento no iTunes, a canção só foi tocada em estações de Rádio Disney em todo o Estados Unidos em janeiro e fevereiro. 
A música foi tocada no filme High School Musical 3 em uma festa na casa do personagem Troy para comemorar a Vitória do campeonato de Basquete
Uma versão acústica, realizada na Rádio Disney, está disponível no "Like Whoa" EP lançado em março de 2008.

## Crítica
- A canção, principalmente tem comentários positivos sobre resenhas de álbuns. UMusic descreve a música: "Like Whoa" começa com arrulho suave e transições de alta energia em um coro dançante."
- Todd Sterling, da Wal-Mart, elogia a canção: "Like Whoa", um corte penetrante, bass driven compara a sensação de cair no amor com um passeio de montanha russa. A canção, lathered em efeitos teclado deslizante e bateria programada, é um melodicamente camadas pedaço de doce pop. "

Logan Lazer, a partir de Jesus Freak Hideout, nomeado a música um "seguro-a-ser-sucesso" e descreve-a como "uma canção, catchy upbeat que dá uma visão positiva da vida."

## Videoclipe
Em 3 de dezembro de 2007, 78violet anunciou, através de um blog em seu MySpace, que o vídeo de "Like Whoa" seria filmado durante a mesma semana. As garotas também afirmaram que o tiro de vídeo com o diretor Scott Speer e que "é muito diferente do que já fizemos." Fotos do tiro do vídeo da música tinha vazado na internet em 15 de dezembro de 2007, mostrá-los em quatro conjuntos diferentes, Aly saltar no trampolim, ambas em um sofá e de cenas semelhantes com microfones, como no vídeo da música "Potencial Breakup Song", entre outros.
Existem três diferentes de vídeo para promover o "Like Whoa":
1. O vídeo bateu YouTube em 18 de janeiro de 2008. Disney Channel exibiu o primeiro vídeo da música entrelaçadas com clipes do filme original, Minutemen, em 19 de janeiro de 2008 para promover o filme. Vice-versa, a canção foi apresentada no filme de promover tanto a música como o álbum um pouco.
2. O vídeo da música oficial, sem clipes de Minutemen, foi lançado em 31 de janeiro de 2008 no canal Hollywood YouTube Records. O vídeo foi lançado para Canadá 's MuchMusic, Yahoo! E também foi mostrado na MTV Ásia, atingindo o número 2 no Chart Attack.
3. Quando 78violet estava nos bastidores do Littlest evento Pet Shop em 2008, uma nova versão do "Like Whoa" de vídeo, que combina cenas de ambos os dois últimos vídeos, bem como novas cenas, estreou.

Até à data, o vídeo tem atraído, em virtude combinado Hollywood Record e 78violet conta, mais de 18,6 milhões de reprodução do video. 

## Paradas
A partir de 27 de fevereiro de 2008, a versão álbum tem registrado mais de 7.558.084 downloads digitais nos Estados Unidos, alcançando uma posição de pico do número 5 (#5) sobre o Hot Billboard 100.  A canção também estreou no número 9 (# 9) sobre a canadense Hot 100,. Após a liberação do remix (single) versão, o completa re-entrou no Hot 100 em # 7.